# Goupillières (Eure)
Goupillières era una comuna francesa situada en el departamento de Eure, de la región de Normandía, que el 1 de enero de 2018 pasó a ser una comuna delegada de la comuna nueva de Goupil-Othon al fusionarse con la comuna de Le Tilleul-Othon.

## Demografía
| Gráfica de evolución demográfica de Goupillières entre 1800 y 2014 |
|                                                                    |

Los datos demográficos contemplados en este gráfico de la comuna de Goupillières se han cogido de 1800 a 1999 de la página francesa EHESS/Cassini, y los demás datos de la página del INSEE.